# Nepal International 2018
Die Nepal International 2018 im Badminton fanden vom 4. bis zum 8. Dezember 2018 in Kathmandu statt.

## Sieger und Platzierte
| Disziplin    | Gold                               | Silber                                          | Bronze                                                      |
| ------------ | ---------------------------------- | ----------------------------------------------- | ----------------------------------------------------------- |
| Herreneinzel | Kunlavut Vitidsarn                 | Soo Teck Zhi                                    | Kaushal Dharmamer                                           |
| Herreneinzel | Kunlavut Vitidsarn                 | Soo Teck Zhi                                    | Dinuka Karunaratne                                          |
| Dameneinzel  | Chananchida Jucharoen              | Thet Htar Thuzar                                | Soraya Aghaei Hajiagha                                      |
| Dameneinzel  | Chananchida Jucharoen              | Thet Htar Thuzar                                | Rashi Tyagi                                                 |
| Herrendoppel | Supak Jomkoh Wachirawit Sothon     | Warit Sarapat Panachai Worasaktayanan           | Hemanth M. Gowda Madhusudan Madappa                         |
| Herrendoppel | Supak Jomkoh Wachirawit Sothon     | Warit Sarapat Panachai Worasaktayanan           | Vasantha Kumar Hanumaiah Ranganatha Ashith Surya            |
| Damendoppel  | Aparna Balan Sruthi Kurien         | Thilini Pramodika Kavindi Ishandika Sirimannage | Aminath Nabeeha Abdul Razzaq Fathimath Nabaaha Abdul Razzaq |
| Damendoppel  | Aparna Balan Sruthi Kurien         | Thilini Pramodika Kavindi Ishandika Sirimannage | Soraya Aghaei Hajiagha Thet Htar Thuzar                     |
| Mixed        | Supak Jomkoh Supissara Paewsampran | Panachai Worasaktayanan Pitchayanin Ungka       | Raju Mohamed Rehan J. Anees Kowsar                          |
| Mixed        | Supak Jomkoh Supissara Paewsampran | Panachai Worasaktayanan Pitchayanin Ungka       | Danny Bawa Chrisnanta Tan Wei Han                           |